# Bradytoma lyciformis
Bradytoma lyciformis is een keversoort uit de familie Ptilodactylidae. De wetenschappelijke naam van de soort is voor het eerst geldig gepubliceerd in 1847 door Erichson.